# Marthe Kråkstad Johansenová
Marthe Kråkstad Johansenová (* 5. ledna 1999 Mo i Rana) je norská reprezentantka v biatlonu.
Biatlonu se věnuje od roku 2007. Ve Světovém poháru debutovala v březnu 2023 v domácím Oslu, kde ve sprintu dojela na 18. místě.
Ve Světovém poháru ve své dosavadní kariéře nevyhrála žádný individuální závod. Jejím nejlepším výsledkem je osmé místo z vytrvalostního závodu z Östersundu v listopadu 2023. Jednu triumfovala jako členka norské ženské štafety. V nižší soutěži IBU Cupu ovládla čtyři individuální a jeden kolektivní závod.

## Vítězství v závodech světového poháru

### Kolektivní
| Č. | sezóna    | datum              | místo              | disciplína |
| -- | --------- | ------------------ | ------------------ | ---------- |
| 1. | 2023/2024 | 29. listopadu 2023 | Östersund, Švédsko | štafeta    |